# 아리자 버레이키스
아리야 바레이키스(Arija Bareikis, 1966년 7월 21일 ~ )는 미국의 배우이다.

## 출연 작품
- 위치 오브 하우스 (2018)
- 스탠드 업 (2011)
- 프레임 오브 마인드 (2009)
- 텐더니스 (2009)
- 악마가 너의 죽음을 알기 전에 (2007)
- 사랑의 레시피 (2007)
- 멜린다 앤 멜린다 (2004)
- A Painted House (2003)
- 듀스 비갈로 (1999)
- 삼나무에 내리는 눈 (1999)
- 사랑의 이름으로 (1997)

### 텔레비전
- 원 라이프 투 리브 (1996)
- 크로싱 조던 (2004)
- 그레이 아나토미 (2005)
- 사우스랜드 (2009-11)